# 진 콘트라
《진 콘트라》는 코나미가 제작한 런 앤 건 슈팅 게임이다. 《콘트라》 시리즈의 첫 번째 플레이스테이션 2 게임으로, 《콘트라: 하드 코어 (1994)》 이후 처음으로 2D 게임플레이로 회귀한 게임이다. 영어판 제목은 《콘트라: 섀터드 솔저》이다.
코나미 컴퓨터 엔터테인먼트 도쿄 내 개발진 '팀 키지루시'가 제작을 담당했으며, 디렉터 및 프로듀서는 나카자토 노부야가 맡았다. 이전 게임들과는 달리 파워업이 없이 즉시 교체할 수 있는 세 가지 무기로 게임 전체를 진행하는 것이 특징이며, 특정 목표들을 제거할 때마다 상승하는 "히트 레이트" 시스템을 도입해 성공도에 따라 결말이 달라진다.

## 반응
《진 콘트라》는 리뷰 애그리게이터 웹사이트 메타크리틱에서 100점 만점에 78점을 기록해 "대체적으로 긍정적인 평가"를 받았다.

## 참조

### 내용주
1. ↑  일본어: 真魂斗羅
2. ↑  영어: Contra: Shattered Soldier